# Múscul cricofaringi
El múscul cricofaringi (musculus cricopharyngeus) és un reforçament de les fibres inferiors del múscul constrictor inferior de la faringe. Es tracta d'un múscul estriat, voluntari.
Amb inserció anterior en el cartílag cricoide, constitueix l'esfínter esofàgic superior (EES): es contrau en la primera fase de la deglució tancant l'esòfag per impedir l'entrada d'aire i el reflux esofàgic, i es relaxa posteriorment per permetre el pas del bol alimentari cap a l'estómac.